# Adolf Saraniecki
Adolf Saraniecki (ur. 6 grudnia 1884 w Hołoskowie w Galicji Wschodniej, zm. 14 lutego 1944 w Maryińsku, obwód kemerowski) – polski prawnik, tłumacz, sędzia, prokurator, poseł, urzędnik konsularny.

## Życiorys
Syn Piotra i Teofili z d. Dromireckiej. Ukończył gimnazjum w Kołomyji, absolwent Wydziału Prawa Uniwersytetu Franciszkańskiego we Lwowie, sędzia m.in. Sądu Powiatowego w Haliczu (1914–), Sądu Okręgowego w Stanisławowie (1926–) i Sądu Okręgowego we Lwowie (1929–1934).
Poseł na Sejm RP I kadencji (1922–1927), członek Trybunału Stanu, w 1937 mianowany prokuratorem Sądu Apelacyjnego we Lwowie. W 1940 został przez władze radzieckie deportowany z rodziną do Kazachstanu. Powołany na stanowisko delegata Ambasady RP w Semipałatyńsku (1941–1942). Został aresztowany przez NKWD, osadzony w więzieniu w Ałma-Acie, i skazany na pobyt w obozie Sibłag (Сиблаг) w Maryińsku, gdzie zmarł.